# Kfifane
Kfifane est un village libanais dans le district de Batroun.
Le village est connu par son monastère Saint Cyprien et Sainte Justine.
Le saint Nimatullah Kassab Al-Hardini a vécu à Kfifane, et est surnommé saint de Kfifane.